# José Miguel de Velasco
José Miguel de Velasco Franco (Santa Cruz de la Sierra, 29 settembre 1795 – Santa Cruz de la Sierra, 13 ottobre 1859) è stato un politico boliviano.
Presidente della Bolivia nel 1828 dopo la caduta di José María Pérez de Urdininea, nel 1839 si dichiarò dittatore dopo la caduta di Andrés de Santa Cruz.
Deposto da José Ballivián nel 1841, riprese il potere nel 1848, ma poco dopo fu nuovamente deposto.